# Maxomys inflatus
Maxomys inflatus és una espècie de mamífer rosegador de la família dels múrids. És endèmic de les muntanyes de l'oest de Sumatra (Indonèsia), on viu a altituds d'entre 900 i 1.500 msnm. El seu hàbitat natural són els boscos tropicals perennifolis. Les poblacions que viuen a menor altitud estan amenaçades per la tala d'arbres. El seu nom específic, inflatus, significa ‘inflat’ en llatí.